# Victoria Wolff
Pour les articles homonymes, voir Wolff.
Œuvres principales
- Das weiße Abenkleid (1938)
- Die Welt ist blau (1933)

Victoria Wolff, de son nom de jeune fille Gertrude Victor, née le 10 décembre 1903 à Heilbronn dans l'Empire allemand et morte le 16 septembre 1992 à Los Angeles aux États-Unis, est une écrivaine allemande.

## Biographie

### Jeunesse
Gertrude Victor, née à Heilbronn, est la fille d'un industriel du cuir. En 1922, elle passe l'Abitur, seule fille de la classe de terminale du Gymnasium. Elle entreprend des études de chimie qu'elle interrompt pour se tourner vers l'écriture et travaille pour plusieurs journaux, d'abord à Heilbronn pour Neckar-Zeitung, puis pour la Frankfurter Zeitung, la Kölnische Zeitung, le Stuttgarter neue Tagblatt et pour le journal féminin Die Dame. Elle publie des romans à partir de 1932.

### Exil
En 1933, après l'arrivée au pouvoir d'Hitler, les livres de Victoria Wolff, qui est juive, sont interdits à la publication par les Nazis. Elle s'exile en Suisse, à Ascona, avec ses filles, alors que son époux, Alfred Wolf, reste à Heilbronn. Là, elle est en contact avec d'autres émigrés, Erich Maria Remarque, Leonhard Frank, la danseuse Tilla Durieux, Ignazio Silone. Les autorités suisses lui interdisent de publier, mais elle contourne cette décision en publiant sous divers pseudonymes. Dénoncée, elle est expulsée du pays en 1939 et s'installe à Nice. En 1941, elle parvient à partir pour les États-Unis.

### États-Unis
Divorcée d'Alfred Wolf, elle s'installe à Los Angeles et se remarie avec Erich Wolff, un cardiologue berlinois en exil comme elle. Elle se tourne vers l'écriture de scénarios pour Hollywood.

## Œuvres
- 1932, Eine Frau wie du und ich, roman, Dresde, Carl Reißner Verlag
- 1933, Eine Frau hat Mut, roman, Vienne, Paul Zsolnay Verlag
- 1933, Mädchen wohin?, roman, Vienne, Paul Zsolnay Verlag; traduction française Jeune ville, où vas-tu?, Paris Albin Michel, 1934
- 1933, Die Welt ist blau, roman, prépublication dans la Neue Zürcher Zeitung ; Berlin, AvivA Verlag, 2008
- 1935, Gast in der Heimat, roman, Amsterdam, Querido Verlag
- 1937, Drei Tage, roman, Zurich, Humanitas-Verlag
- 1938, Das weiße Abenkleid, roman, prépublication sous pseudonyme dans la Basler National-Zeitung ; Traduction anglaise à Londres en 1939; Francfort, Schefller Verlag 1951; Berlin, AvivA Verlag, 2007

## Sources
- (de) Wilhelm Sternfeld, Eva Tiedemann, 1970, Deutsche Exil-Litteratur 1933-1945 deuxième édition augmentée, Heidelberg, Verlag Lambert Schneider.
- (de) Biographie à Exil-Archiv
- (de) Biographie sur le site de la ville d'Heilbronn